# Парад жахів
Парад жахів може означати тип параду, де люди носять гротескні костюми, або риторичний прийом для заперечення проти певного курсу дій, перераховуючи низку вкрай небажаних подій, які можуть виникнути в результаті цього.

## У буквальному значенні
Фраза «Парад жахів» спочатку стосувалась буквального параду людей, одягнених у комічні та гротескні костюми, скоріше на зразок «Парад фіглярів у Філадельфії». Це було традиційною особливістю парадів четвертого липня в деяких частинах Сполучених Штатів у 19 столітті, а «паради жахів» продовжують бути частиною святкування Дня незалежності в кількох громадах Нової Англії. У газетній статті 1926 року про святкування Четвертого липня у Вайт Маунтинс Нью-Гемпшир зазначається:
Завтра в Літтлтоні, Ланкастері, Коулбруку та Конвеї мають відбутися старовинні святкування з усіма звичними рисами вуличних парад жахів і гротесків, духових оркестрів, прикрашених автомобілів і транспортних засобів, виставок пожежних підрозділів, пікніків у зручних гаях. . . .
Заснований у 1926 році Парад стародавностей і жахів у Чепачете, штат Род-Айленд, продовжує цю традицію.
Інші сільські міста Нової Англії, такі як Хопкінтон, штат Массачусетс, і Мендон, штат Массачусетс, все ще проводять щорічні паради жахів.

## Як риторичний прийом
Парад жахів також є риторичним прийомом, за допомогою якого промовець заперечує проти певного курсу дій, перераховуючи низку вкрай небажаних подій, які нібито будуть наслідком дії. Його сила полягає в емоційному впливі неприємних прогнозів; однак парад жахів потенційно може бути помилкою, якщо вірно хоча б одне з наступного:
- Дія фактично не змінює ймовірність того, що «жахи» трапляються. «Жахи» можуть бути малоймовірними, навіть якщо вжито заходів, або вони можуть статися в будь-якому випадку, навіть якщо їх уникати. Це звернення до ймовірності, і його можна розглядати як non sequitur, оскільки дія не має причинного зв'язку з «жахами».
- Аргумент спирається виключно на емоційний вплив «жахів» (звернення до емоцій).
- «Жахи» насправді не погані.
- «Жахи» мають низьку імовірність виникнення в порівнянні з високою імовірністю того, що трапиться щось добре.

Парад жахів може бути різновидом гіперболи, якщо він перебільшує негативні результати дії.